# Antonio Napolioni

Antonio Napolioni (Camerino, 11 de desembre de 1957) és un religiós i bisbe italià. Va ser ordenat sacerdot el 25 de juny de 1983, i el 2010 va ser nomenat rector del duomo vell de Sant Severí en San Severino Marche.
El 16 de novembre de 2015, el papa Francesc el nomenà Bisbe de Cremona, succeint a Dante Lafranconi.
Serà consagrat bisbe el dia 30 de gener 2016 a la catedral de Cremona pel bisbe emèrit Dante Lafranconi.